# Makten och härligheten (miniserie)
Makten och härligheten  (engelska: Captains and the Kings) är en amerikansk miniserie som producerades av Universal Television i åtta delar och sändes på NBC 1976.
Serien är baserad på Taylor Caldwells roman med samma namn. Den hade svensk premiär på SVT i januari 1978.

## Handling
Makten och härligheten följer den irländske immigranten Joseph Armaghs resa från ankomsten till  New York till ekonomiskt och politiskt inflytande genom investeringar i oljeindustrin.

## Rollista i urval
- Richard Jordan - Joseph Armagh
- Harvey Jason - Harry Zieff
- Patty Duke - Bernadette Hennessey Armagh
- Blair Brown - Elizabeth Healey Hennessey
- Robert Vaughn - Charles Desmond
- Perry King - Rory Armagh
- Jane Seymour - Marjorie Chisholm
- Charles Durning - Ed Healey
- David Huffman - Sean Armagh
- Terry Kiser - Courtney Wickersham
- Vic Morrow - Tom Hennessey
- Joanna Pettet - Katherine Hennessey
- Jenny Sullivan- Honora Houlihan
- Beverly D'Angelo - miss Emmy
- Henry Fonda - senator Bassett
- John Houseman - domare Chisholm
- Celeste Holm - syster Angela
- John Carradine - fader Hale
- Lee de Broux - Theodore Roosevelt
- George Gaynes - Orestes Bradley
- Sally Kirkland - Aggie
- Burl Ives - Old Syrup
- Pernell Roberts - Braithwaite
- John de Lancie - Timothy Armagh
- Richard Matheson - James Garfield